# 상하이 전투
상하이 전투(송호회전, 淞滬會戰) 또는  제2차 상하이 사변은 중일 전쟁 발발했을 당시 1937년 8월, 일본 제국이 상하이에 상륙하여 전투했던 전쟁을 말한다.

## 전개
화북에서의 전황이 한참 격화되던 8월 9일, 일본군 중위 오오야마 도시오가 부하인 일등병 1명과 자동차를 타고 정찰 명목으로 중화민국의 관할 구역인 훙차오 공항에 난입을 시도하다 중국군에 사살되는 사건이 발생한다. 이 사건으로 인해 화중에서도 전운이 감돌기 시작하자, 장제스는 장즈중을 사령관으로 한 제9집단군 5만명을 상하이 인근으로 파견한다. 이 9집단군에는 중화민국 전체에 10개밖에 없는 최정예 독일식 사단 중 하나인 87사단, 88사단도 끼어있었다. 여기에 일본 해군의 양쯔강을 통한 내륙진입을 견제하고자 폐선을 강 바닥에 가라앉히고 중국해군의 최신 전함이 집중된 제1함대를 상하이에 배치했다.
장제스가 이렇게 정예 중앙군을 상하이로 대규모 파견한 목적에는 급변상황 발생시 황푸강 북부의 상하이 도심에 있는 일본 조계지와 그 내부의 일본 해군본부, 해군 특별육전대 본부를 신속하게 점령한 후 남는 병력들을 해안의 거점 방어에 투입한다는 중화민국의 전략에 기인해서였다. 당시 일본 조계지는 2500명의 해군 특별육전대가 방어를 맡았는데, 위의 훙차오 공항 사건으로 양국간의 긴장이 심화되자 이 병력은 5천명까지 증원된다. 조계지 내의 일본 민간인 남성으로 구성된 의용군 연대까지 합해지자 일본군의 병력은 1만명에 가까워졌다.
또한 일본군은 기함인 장갑순양함 이즈모를 포함해 제 3함대 소속 전함들 다수를 양쯔강과 황푸강으로 파견했고, 항공모함들 역시 상하이로 파견했다.
8월 13일 중국 관할구역인 바오산 도로로 불법월경한 일본군을 중화민국군이 총격을 가해 격퇴해 본격적인 전투가 시작된다. 이 전투에 이어 일본군은 황푸강 남쪽의 푸둥구과 홍커우구 북부의 양국 경계에 있는 바쯔차오(팔자교)를 공격하는 등 중국군에 공세를 가했다. 중화민국군 역시 반격을 가해 푸둥구를 점령한 일본군을 다시 강 건너로 몰아내는데 성공하고, 바쯔차오로 향한 일본군 역시 격퇴한 후 역으로 홍커우 공원 방면으로 공세를 가했다.
한편 하늘에서는 광더, 난창등에서 출격한 중국군의 전투기가 일본 조계지와 3함대 기함 이즈모를 목표로 폭격을 개시했는데, 중국 파일럿들의 훈련도 부족으로 일본 대사관에 폭탄 1발이 명중하는게 전과의 전부였다. 또한 폭탄이 민간인 지구에 떨어져 수많은 민간인 사상자 또한 발생했다.
일본군 해군 육전대본부와 해군본부 등 요충지가 몰려있는 양푸구에도 중국군의 공세가 시작됐는데, 중국군은 압도적인 숫적 우세에도 불구하고 콘크리트로 된 단단한 공장지대에 구축된 일본군의 방어선에 막혀 상당히 고전하게 된다. 재해권을 장악한 일본해군 3함대의 함포지원 또한 중국군의 순조로운 전진을 방해했다. 거기다 몇 대 없는 기갑부대는 숙련도 부족으로 보병의 호위없이 전진하다 일본군의 대전차 무기에 쉽사리 격파되어 결국 전투가 시작하고 며칠 되지 않아 전멸했다.
이런 악조건 곳에서도 중국군은 꾸준히 전진해, 8월 18일에는 일본 해군본부에서 얼마 떨어지지 않은 일본 해군 훈련장을 점령하는데 성공했다. 또한 8월 20일에는 몇몇 부대가 일본 조계지 남쪽 끝인 황푸강에 도달하기까지 하면서 절정에 달한다. 하지만 일본 해군의 항공모함과 전함이 속속 도착해 제해권과 제공권이 모두 장악당한 중국군은 손실이 갈 수록 커졌으며, 전투 현장을 시찰하러 간 슝스후이와 독일 군사 고문단장 팔켄하우젠은 현 상황으로는 중국군이 일본 조계지를 빠른 시일내에 완전 점령한다는 목표가 달성하기 힘들다고 평가했다.
결국 중국군은 일본군의 방어를 뚫지 못하고 후퇴했으며, 일본군은 반격을 가해 중국군에게 잃은 영토의 상당수를 회복하는데 성공해 당초 장제스가 기획한 일본 조계지 점령은 완전한 실패로 끝난다.
8월 23일 일본군은 상하이 내의 조계지에서 전투중인 해군 특별육전대를 지원할 목적으로 3사단과 11사단을 각각 우쑹과 촨사전에 상륙시켰다. 이들은 상륙 초에 중국군의 맹렬한 방어에 엄청난 피해를 보고, 특히 3사단은 불과 1달 후 전 병력의 30%가 넘는 사상자를 낸다. 이들은 자폭공격을 동원해 어찌어찌 조금씩 전진하지만 그것도 한계에 달해 곧 전선은 교착상태에 빠지게 된다.
이에 놀란 일본 수뇌부는 3개 사단을 다창전에 증파하기로 결정, 그 3개 사단 역시 상하이 북부에 상륙하지만 중국의 방어에 막혀 더 나아가지 못한다. 일본의 제공권, 제해권 우세에도 불구하고 중국군은 분투해 3달 넘게 상하이를 일본으로부터 지켜냈다. 하지만 이것도 11월 일본군 수만명이 항저우만으로 우회상륙해 끝이 났다.
가뜩이나 앞선 전투들에서 피해가 누적되던 중화민국군은 항저우에 상륙한 일본군과 원래 있었던 일본군에 포위당해 상당수 부대가 전멸당했으며, 상황이 극도로 불리해지자 결국 장제스는 후퇴 명령을 내린다. 이후 상하이-난징으로 이어지는 도로는 밀려오는 중국군 패잔병들과 피난민으로 가득 찼고, 일본군은 중국의 수도인 난징으로 진격해 12월 10일에 난징을 점령하기 위한 난징 전투가 발발한다.
상당한 저항에 놀란 일본군은 상하이 공략에 상당한 고전을 겪게 되는데, 특히 '오송 상륙 전투'에서 피해가 컸다. 이는 1930년대에 중국에 독일 군사고문으로 파견된 젝트 장군이 중화민국 국민당군 육성을 위해 강력한 벙커밭을 조성해놓는데 추진하였고, 장개석의 직속군대 역시 독일식으로 육성하였기 때문이었다.
일본군은 1930년대 중화민국으로 파견한 독일 군사고문의 조언과 어렵게 설치한 벙커 밭을 뚫기 위해 무작정 돌진하였는데, 이 과정에서 극심한 피해를 입었다. 또한 독일식으로 훈련받은 장개석 직속의 정예 제88사단이 일본군의 지원 병력이 도착할 때까지 일본군 상륙부대를 상하이에 묶어놓는 등 매우 격렬하게 저항했다.
다만 이 중국군의 격렬한 저항이 전략적으로는 오히려 중국의 실책이었다는 평가를 받는데, 중국군 최고 사령부는 일본군을 상하이에서 몰아내기 위해 무리하게 80만이라는 대군을 투입하였으며, 대부대 지휘 경험이 전무한 당시 중국군 장성들에게는 오히려 독이 되는 일이었다. 또한 제해권, 제공권까지 일본에 장악당한 상황에서 중국군 병력이 밀집되자 일본의 함포지원, 항공지원의 효과가 극대화되고 함포 1발에 중국군 수백이 죽거나 다친 적도 많았다.
이는 중국군의 패배로 이어져 80만의 병력 중 무려 30만이 희생되었으며, 이 중에서는 장제스가 어렵게 육성한 독일식 정예사단과 중앙군이 포함되어있었다. 결국 바이충시의 지구전 이론을 등한시하고 상하이에서 벌인 무리한 결전으로 인해 중화민국군은 향후 항전을 이어갈 역량을 상당수 상실하였고, 이는 수도 난징의 함락과 난징 대학살로도 이어진다.
어쨋든 그렇게 3개월 동안 격렬한 전투속에 11월, 일본군은 어렵게 상하이를 장악하여 점령하게 되고, 당시 일본군들은 중국군에 대해 상당한 굴욕감과 분노감을 맛보게 되면서 일본군은 크나큰 적개심에 받쳐 있었고, 곧바로 중화민국의 수도 난징을 향해 진격하게 된다.